# Papa Valentí
Valentí I (Roma ? – 16 de novembre del 827) fou un Papa de l'Església catòlica, que ocupà el seu càrrec l'any 827.
El seu pare era Pere Leucio. Va ser creat cardenal diaca pel Papa Pasqual I i nomenat Papa l'1 de setembre del 827. El seu nomenament va ser per saltum, que vol dir que va passar de ser diaca a ser bisbe sense passar pel sacerdoci. Per això, quan ja era Papa va esdevenir sacerdot i bisbe.
A diferència del seu antecessor, la seva elecció va comptar amb el suport tant de la noblesa com del poble en considerar-lo "clement i pietós". El seu breu pontificat va durar quaranta dies segons el Liber Pontificalis i trenta segons els Annals d'Einhart, esdevenint el Papa número 100. El seu cos fou enterrat al Vaticà.